# Игнатий Михаил III

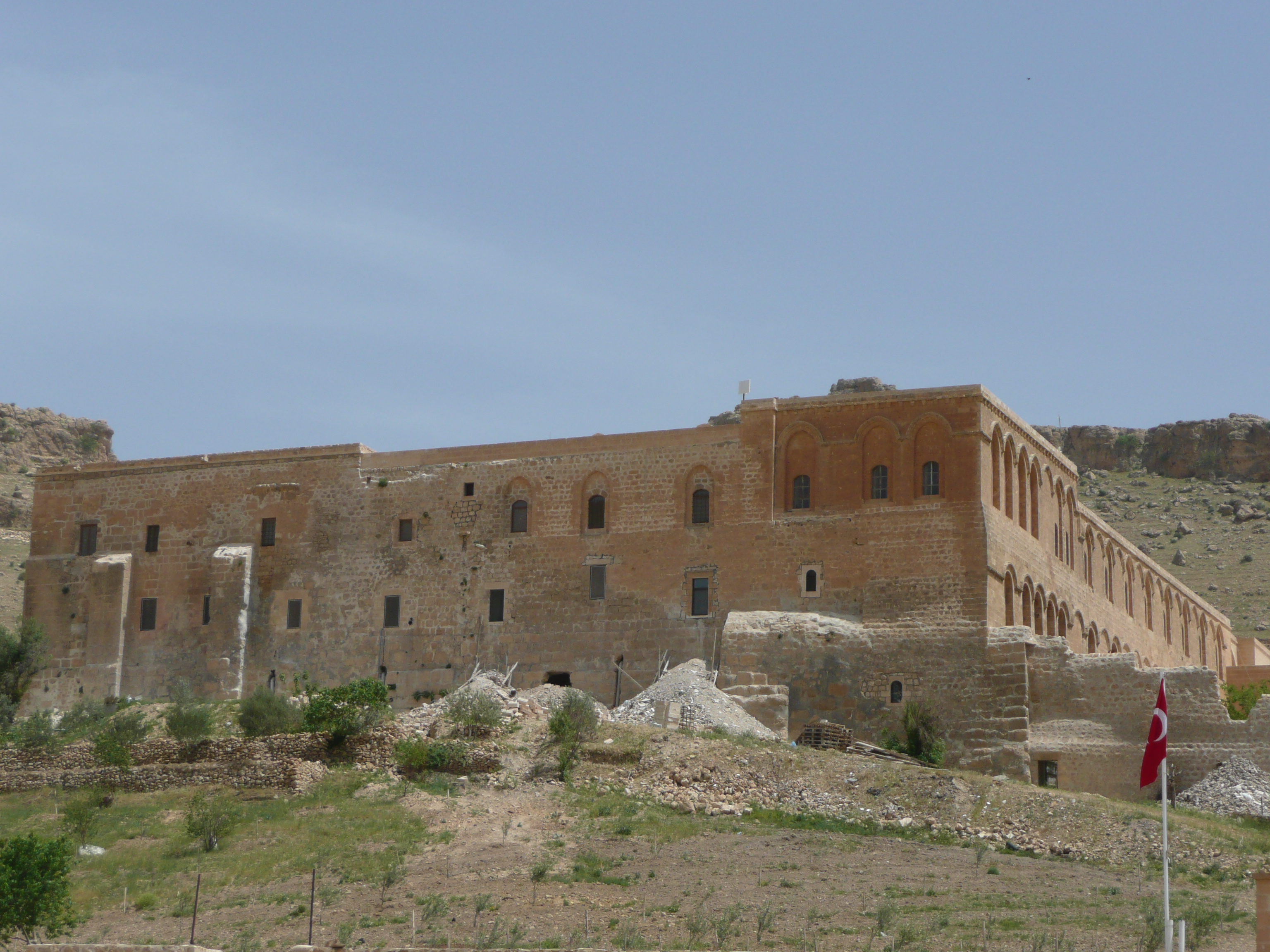
Монастырь Дайр аль-Зафаран, около Диярбакыра, Турция

Игнатий Михаил III, в миру — Дионисий Михаил Джарве ибн Ниматалла, будучи архиепископом Алеппо — Дионисий Михаил (3 сентября 1731 год, Алеппо, Османская империя — 4 сентября 1800 года, Бейрут, Османская империя) — пятый архиепископ Алеппо с 19 сентября 1780 года по 15 декабря 1783 года, третий патриарх Сирийской католической церкви с титулом «Патриарх Антиохии и всего Востока» с 15 декабря 1783 года по 4 сентября 1800 года.
Стал патриархом после долгого (в течение 81 года) периода отсутствия собственного патриарха в Сирийской католической церкви.

## Биография
Родился 3 сентября 1731 года в Алеппо. Был рукоположен в дьякона в Эдессе и в 1757 году — в священника епископом Георгием Фатталом Сиро-яковитской церкви для служения в Алеппо. Будучи на служении в Алеппо, познакомился с мелькитским католическим архиепископом Игнатием Карбуссом и миссионерами из монашеского ордена иезуитов, которых приглашал для проповеди в своей церкви. В ноябре 1757 года совершил паломничество в Иерусалим, где решил присоединиться к Католической церкви. Возвратившись на родину, обратился к сиро-яковитскому патриарху Игнатию Григорию II с проектом о присоединении сиро-яковитов к католицизму. Несмотря на католические взгляды, Синод сиро-яковистской церкви выбрал его архиепископом Алеппо. 23 февраля 1766 года в Диярбакыре в соборе Пресвятой Девы Марии состоялось его рукоположение в епископа. Вскоре после того, как Михаил Джарве занял кафедру Алеппо, пришло известие, что скончался патриарх Игнатий Григорий II, а на его место был избран Игнатий Григорий III, который придерживался антикатолических взглядов. Патриарх Игнатий Григорий III вызвал к себе в Диярбакыр Михаила Джарве, после чего отправил в монастырь Дайр аль-Зафаран, где удерживал против его воли в течение четырёх лет за его католические взгляды. В 1772 году патриарх Игнатий Григорий III был арестован оттоманскими властями за то, что его паства в Алеепо придерживалась католических взглядов. Был освобождён из заключения за большой выкуп.
В 1773 году Михаилу Джарве удалось бежать из монастыря и 8 декабря 1774 года прибыл в Алеппо. 16 декабря этого же года он присоединился к Католической церкви в сане епископа в присутствии мелькитского епископа Алеппо. 23 июня 1775 года Римский папа Пий VI принял его переход в католичество и утвердил его в сане католического епископа. 19 июля 1780 года Святой Престол назначил его архиепископом Алеппо Сирийской католической церкви с именем Дионисий Михаил. В Алеппо он подвергался гонениям со стороны сиро-яковитов и потому был вынужден бежать сначала на Кипр и потом — в Египет.
21 июля 1781 года скончался сиро-яковитский патриарх Игнатий Григорий III. Перед своей смертью он выбрал Дионисия Михаила на патриарший пост Сиро-яковитской церкви. Синод Сиро-яковитской церкви из пяти епископов, собравшийся в монастыре Дайр аль-Зафаран, просил Дионисия Михаила принять патриаршество, однако тот выдвинул условие, в котором потребовал перехода сиро-яковитов под омофор Римского папы. Синод согласился и 22 января 1783 года Дионисий Михаил торжественно принял патриаршество в соборе сорока мучеников в Мардине с именем Игнатий Михаил III. Его избрание было подтверждено Римским папой Пием VI, который прислал ему паллий.
Часть сиро-яковитов не приняла решение Синода в Дайр аль-Зафаране и избрала своим патриархом архиепископа Мосула Мар Матта Абдель-Ахада ибн Саалаба, который успел до избрания Игнатия Михаила III получить от султана полномочия представлять сирийский народ, после чего стал преследовать Сирийскую католическую церковь и её нового патриарха. Игнатий Михаил III был вскоре схвачен и заключён в монастыре Дайр аль-Зафаран. После выкупа он укрылся в Багдаде и потом перебрался в Бейрут, где получил помощь от армянского и маронитского католических патриархов. В Бейруте он построил монастырь Шарфет, который в будущем стал резиденцией патриархов Сирийской католической церкви до перевода их резиденции в Мардин. 25 апреля 1785 года в небольшой монастырской часовне, посвящённой Пресвятой Деве Марии, Игнатий Михаил III вновь получил от Римского папы паллий и в присутствии других католических епископов вторично произнёс своё исповедание о принадлежности к Католической церкви.
Скончался в Бейруте 4 сентября (14 сентября по юлианскому стилю) 1800 года. Его преемником стал Игнатий Михаил IV.